# إيريك ويستاين
إيريك وولفغانغ ويستاين (بالإنجليزية: Eric W. Weisstein) ولد في 18 مارس 1969 في بلومينغتون، إنديانا. موسوعي قام بإنشاء موسوعة ماثوورلد (بالإنجليزية: MathWorld) للرياضيات، وساينس وورلد للعلوم، وحالياً يعمل في شركة ولفرام ريسيرتش.

## وصلات خارجية
- الموقع الرسمي